# Тюльган (селище)
Тюльга́н (рос. Тюльган) — селище, центр Тюльганського району Оренбурзької області, Росія.

## Географія
Розташоване за 9 км від кінцевої залізничної станції Тюльган (на лінії Мурапталово — Тюльган) та за 130 км на північний схід від Оренбургу.

## Етимологія
Назва походить від башкирського слова төйлөгəн, що в перекладі означає коршун.

## Населення
Населення — 8959 осіб (2010; 10161 у 2002).
Національний склад (станом на 2002 рік):
- росіяни — 72 %

## Господарство
- Вугільний розріз (ВАТ «Оренбургуголь», видобуток бурого вугілля); видобуток вугілля в даний час припинений
- ТОВ «Тюльганський Машинобудівний Завод»
- Електромеханічний завод (виробництво високо- і низьковольтного устаткування, сільгосптехніки, металоконструкцій)
- Хлібозавод